# 大額蛇鰻
大額蛇鰻，為輻鰭魚綱鰻鱺目糯鰻亞目蛇鰻科的其中一種，分布於中東太平洋區，從加利福尼亞灣中部至巴拿馬海域，棲息深度35-760公尺，體長可達86公分，棲息在沙泥底質海域，為底棲性魚類，屬肉食性，生活習性不明。

## 擴展閱讀
維基物種上的相關：大額蛇鰻